# Flames (chanson de Zayn)
Flames est une chanson du DJ et producteur néerlandais R3hab, du chanteur britannique Zayn Malik et du DJ britannique Jungleboi, sortie le 15 novembre 2019 sur le label Cyb3rpvnk.

## Contexte
Le 5 novembre 2019, Zayn Malik publie la pochette de la chanson sur ses réseaux sociaux avec le mot « Flames », en majuscules,. En réaction, cette annonce déclenche une certaine impatience de la part de ses fans. Parallèlement, R3hab poste le message suivant : « 25000 commentaires et nous sortons cette chanson dès que possible ». Cependant, la date de sortie n'est pas précisée, mais le DJ néerlandais promet la sortie de la chanson « dès que possible et nous allons sortir un teaser bientôt ». Le 12 novembre, un court teaser  indiquant la date de sortie du single. Quelques jours avant la sortie du single, R3hab complimente la voix de Malik sur la plateforme Twitter et déclare : « Je suis très content du titre avec Zayn Malik et Jungleboi, Flames, qui sortira ce vendredi. J'ai également un concert ce vendredi au Hollywood Palladium, à Los Angeles. J'ai hâte de jouer Flames, ça va être génial, j'ai une version spéciale pour ce soir-là ». Dans une interview, il ajoute : « Je travaillais sur la chanson depuis un certain temps avec Jungleboi quand nous avons reçu l'appel de Malik. Le résultat est absolument épique. Je ne pourrais pas être plus fier du résultat et j'ai hâte de partager cet incroyable morceau avec le monde entier ».